# Tân Hiệp (Tân Uyên, Bình Dương)
Tân Hiệp is een xã in huyện Tân Uyên, een district in de Vietnamese provincie Bình Dương.
Tân Hiệp ligt in het westen van het district.